# آرامگاه امامزاده محمد و ابراهیم
بقعه امامزاده محمد و ابراهیم مربوط به دوره ایلخانی - دوره صفوی است و در ۱۵ کیلومتری جنوب شهرستان شهرضا واقع شده و این اثر در تاریخ ۲۳ فروردین ۱۳۴۶ با شمارهٔ ثبت ۷۵۰ به‌عنوان یکی از آثار ملی ایران به ثبت رسیده است.